# Patrice Leconte
Patrice Leconte (París, 12 de novembre de 1947) és un guionista, actor, operador de càmera i director de cinema, i també dibuixant de còmic francès, guanyador de diversos premis cinematogràfics.
Ha dirigit a Gérard Jugnot, Jean Rochefort, Michel Blanc, Charles Berling, Daniel Auteuil, Juliette Binoche, Josiane Balasko, Anna Galiena, Fanny Ardant, Sandrine Bonnaire, Philippe Noiret, Charlotte Gainsbourg, Johnny Hallyday i Vanessa Paradis, entre d'altres.

## Biografia
Va passar la seva infància a Tours, i va tornar al seu París natal el 1967 per a estudiar-hi Cinema a l'IDHEC. Participa en la revista Cahiers du cinéma i comença a fer curtmetratges, alhora que col·labora també en la revista Pilote com a dibuixant entre 1970 i 1974.
El 1976 dirigeix el seu primer llargmetratge, Les Vécés étaient fermés de l'interieur, mal rebut per la crítica, cosa que el fa reforçar la seva carrera publicitària. L'any següent accepta un projecte cinematogràfic, Les Bronzés, adaptació d'una obra de cafè teatre anomenada Amour, coquillages et crustacés; la pel·lícula acaba essent un dels grans èxits del cinema francès.
A partir d'aquest moment obté gran nombre d'èxits amb les seves pel·lícules, majoritàriament d'acció i comèdies populistes, però amb poca projecció internacional. Amb Monsieur Hire (1989), una adaptació de Georges Simenon exhibida al Festival de Canes, comença a gaudir del reconeixement de la crítica.
Amb la seva següent pel·lícula, El marit de la perruquera (1990), canvia d'estil i de gènere, i la seva trajectòria esdevé eclèctica, alternant grans produccions (Ridicule, L'Homme du train) amb pel·lícules independents (Les Grands ducs), amb una distribució limitada a França.
Està casat amb la periodista Agnès Béraud, amb qui té dues filles, Marie i Alice.

## Filmografia
| Any  | Pel·lícula                                                                  | Com      | Com       | Com    | Com   |
| Any  | Pel·lícula                                                                  | Director | Guionista | Càmera | Actor |
| ---- | --------------------------------------------------------------------------- | -------- | --------- | ------ | ----- |
| 1973 | L'An 01                                                                     |          |           |        | Sí    |
| 1974 | Le Jeu des preuves                                                          |          | Sí        |        |       |
| 1976 | Les Vécés étaient fermés de l'interieur                                     | Sí       | Sí        |        |       |
| 1978 | Anem a fer bronze (Les Bronzés)                                             | Sí       | Sí        |        |       |
| 1979 | Anem a fer bronze a la neu (Les Bronzés font du ski)                        | Sí       |           |        |       |
| 1981 | Viens chez moi, j'habite chez une copine                                    | Sí       | Sí        |        |       |
| 1982 | Ma Femme s'appelle reviens                                                  | Sí       | Sí        |        |       |
| 1982 | Merci Bernard (sèrie de televisió)                                          |          |           |        | Sí    |
| 1983 | Circulez y a rien à voir!                                                   | Sí       | Sí        |        |       |
| 1984 | Pinot simple flic                                                           |          |           |        | Sí    |
| 1985 | Les Spécialistes                                                            | Sí       | Sí        |        |       |
| 1985 | Moi vouloir toi                                                             |          | Sí        |        |       |
| 1987 | Tandem                                                                      | Sí       | Sí        | Sí     |       |
| 1990 | Monsieur Hire                                                               | Sí       | Sí        | Sí     |       |
| 1990 | El marit de la perruquera (Le Mari de la coiffeuse)                         | Sí       | Sí        | Sí     |       |
| 1991 | Contre l'oubli (segment "Pour Alexandre Goldovitch, URSS")                  | Sí       |           |        |       |
| 1992 | Le Batteur du boléro                                                        | Sí       | Sí        | Sí     |       |
| 1991 | Tango                                                                       | Sí       | Sí        | Sí     |       |
| 1994 | Le Parfum d'Yvonne                                                          | Sí       | Sí        | Sí     |       |
| 1995 | Lumière et compagnie (documental, segment "La Ciotat 1996/Patrice Leconte") | Sí       |           |        |       |
| 1996 | Ridícul (Ridicule)                                                          | Sí       |           | Sí     |       |
| 1996 | Les Grands ducs                                                             | Sí       | Sí        | Sí     |       |
| 1998 | Une chance sur deux                                                         | Sí       | Sí        | Sí     |       |
| 1999 | La Fille sur le pont                                                        | Sí       |           | Sí     |       |
| 2000 | La viuda de Saint-Pierre (La Veuve de Saint-Pierre)                         | Sí       | Sí        | Sí     |       |
| 2000 | Elie annonce Semoun                                                         |          |           |        | Sí    |
| 2001 | Félix et Lola                                                               | Sí       | Sí        | Sí     |       |
| 2002 | Rue des plaisirs                                                            | Sí       | Sí        | Sí     |       |
| 2002 | L'Homme du train                                                            | Sí       |           | Sí     |       |
| 2004 | Dogora - Ouvrons les yeux (documental)                                      | Sí       |           | Sí     |       |
| 2004 | Confidences trop intimes                                                    | Sí       | Sí        | Sí     |       |
| 2006 | El meu millor amic (Mon meilleur ami)                                       | Sí       | Sí        |        |       |
| 2006 | Les Bronzés 3: amis pour la vie                                             | Sí       |           |        |       |
| 2008 | La Guerre des miss                                                          | Sí       |           |        |       |
| 2008 | Mes stars et moi                                                            |          |           |        | Sí    |
| 2011 | Voir la mer                                                                 | Sí       |           |        |       |
| 2012 | Le Magasin des suicides                                                     | Sí       | Sí        |        |       |
| 2013 | A Promise                                                                   | Sí       | Sí        |        |       |
| 2014 | Une heure de tranquillité                                                   | Sí       | Sí        |        |       |

## Reconeixement

### Premis
- BAFTA a la millor pel·lícula de parla no anglesa per Ridicule (1996)
- Premi del Jurat a la millor pel·lícula al Festival Internacional de Cinema de Venècia per L'Homme du train (2002)
- César al millor director i a la millor pel·lícula per Ridicule (1996)
- David di Donatello a la millor pel·lícula estrangera per Ridicule (1996)

### Nominacions
- BAFTA a la millor pel·lícula de parla no anglesa per Le Mari de la coiffeuse (1990) i La fille sur le pont (1999)
- Os d'Or al Festival Internacional de Cinema de Berlín per Félix et Lola (2001) i Confidences trop intimes (2004)
- Palma d'Or al Festival Internacional de Cinema de Canes per Monsieur Hire (1989) i Ridicule (1996)
- Lleó d'Or al Festival Internacional de Cinema de Venècia per L'Homme du train (2002)
- César al millor director per Tandem (1987), Monsieur Hire (1989), Le Mari de la coiffeuse (1990) i La Fille sur le pont (1999)
- César a la millor pel·lícula per Tandem (1987), Monsieur Hire (1989) i Le Mari de la coiffeuse (1990)
- César al millor guió per Tandem (1987) i Le Mari de la coiffeuse (1990)
- David di Donatello a la millor pel·lícula estrangera per L'Homme du train (2002) i Mon meilleur ami (2006)
- European Film Awards al millor director per L'Homme du train (2002) i Confidences trop intimes (2004)
- Satellite Awards a la millor pel·lícula en llengua estrangera per Ridicule (1996)